# 红旗路街道 (邵阳市)
红旗路街道，是中华人民共和国湖南省邵陽市大祥区下辖的一个乡镇级行政单位。

## 行政区划
红旗路街道下辖以下地区：
大安街社区、南正街社区、九井湾社区、红旗路社区和宝庆中路社区。